# キース・ヴィンセント
キース・ヴィンセント（J. Keith Vincent、1968年 - ）は、アメリカ合衆国の文学研究者、翻訳家。ボストン大学教授。専門は日本文学研究、ジェンダー／セクシュアリティ研究。研究に加えて、日本文学の英訳も行っている。

## 活動
1990年代の日本への留学中に、河口和也や風間孝らとともに、「動くゲイとレズビアンの会」（アカー）の「アイデンティティ研究会」を開催。欧米におけるクィア理論を日本語に翻訳した初のアンソロジーを編集した。
岡本かの子「食魔」の英訳が2011年に日米友好基金日本文学翻訳賞を受賞。日本文学の英訳に加えて、斎藤環『戦闘美少女の精神分析』などの英訳も手掛けている。

## 著書
共編著
- キース・ヴィンセント、風間孝、河口和也『ゲイ・スタディーズ』青土社、1997年6月。ISBN 978-4791755554。
- 風間孝、キース・ヴィンセント、河口和也 編『実践するセクシュアリティ―同性愛・異性愛の政治学』動くゲイとレズビアンの会、1998年8月。ISBN 978-4901039024。